# Paragunnellichthys
Paragunnellichthys är ett släkte av fiskar. Paragunnellichthys ingår i familjen Microdesmidae.
Kladogram enligt Catalogue of Life:
| Paragunnellichthys | \| \| Paragunnellichthys seychellensis \| \| \| \| \| \| Paragunnellichthys springeri \| \| \| \| |
|                    | \| \| Paragunnellichthys seychellensis \| \| \| \| \| \| Paragunnellichthys springeri \| \| \| \| |
|                    | Cerdale                                                                                           |
|                    |                                                                                                   |
|                    | Clarkichthys                                                                                      |
|                    |                                                                                                   |
|                    | Gunnellichthys                                                                                    |
|                    |                                                                                                   |
|                    | Microdesmus                                                                                       |
|                    |                                                                                                   |
|                    | Navigobius                                                                                        |
|                    |                                                                                                   |
|                    | Pterocerdale                                                                                      |
|                    |                                                                                                   |
|                    | Paragunnellichthys seychellensis                                                                  |
|                    |                                                                                                   |
|                    | Paragunnellichthys springeri                                                                      |
|                    |                                                                                                   |

|  | Paragunnellichthys seychellensis |
|  |                                  |
|  | Paragunnellichthys springeri     |
|  |                                  |